# Lazariterkirche Gfenn

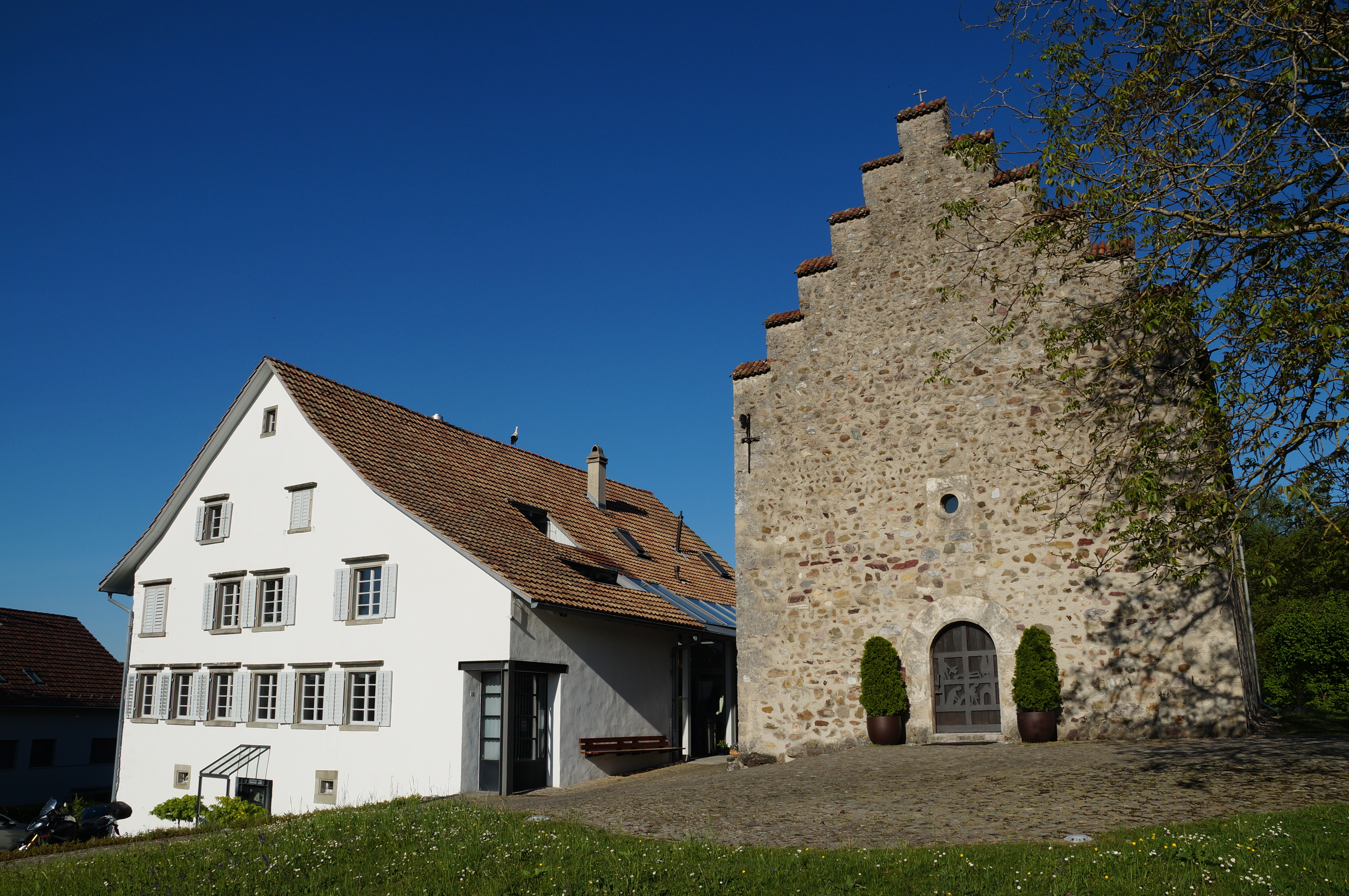
Ehemaliges Klostergebäude und Kirchenfassade

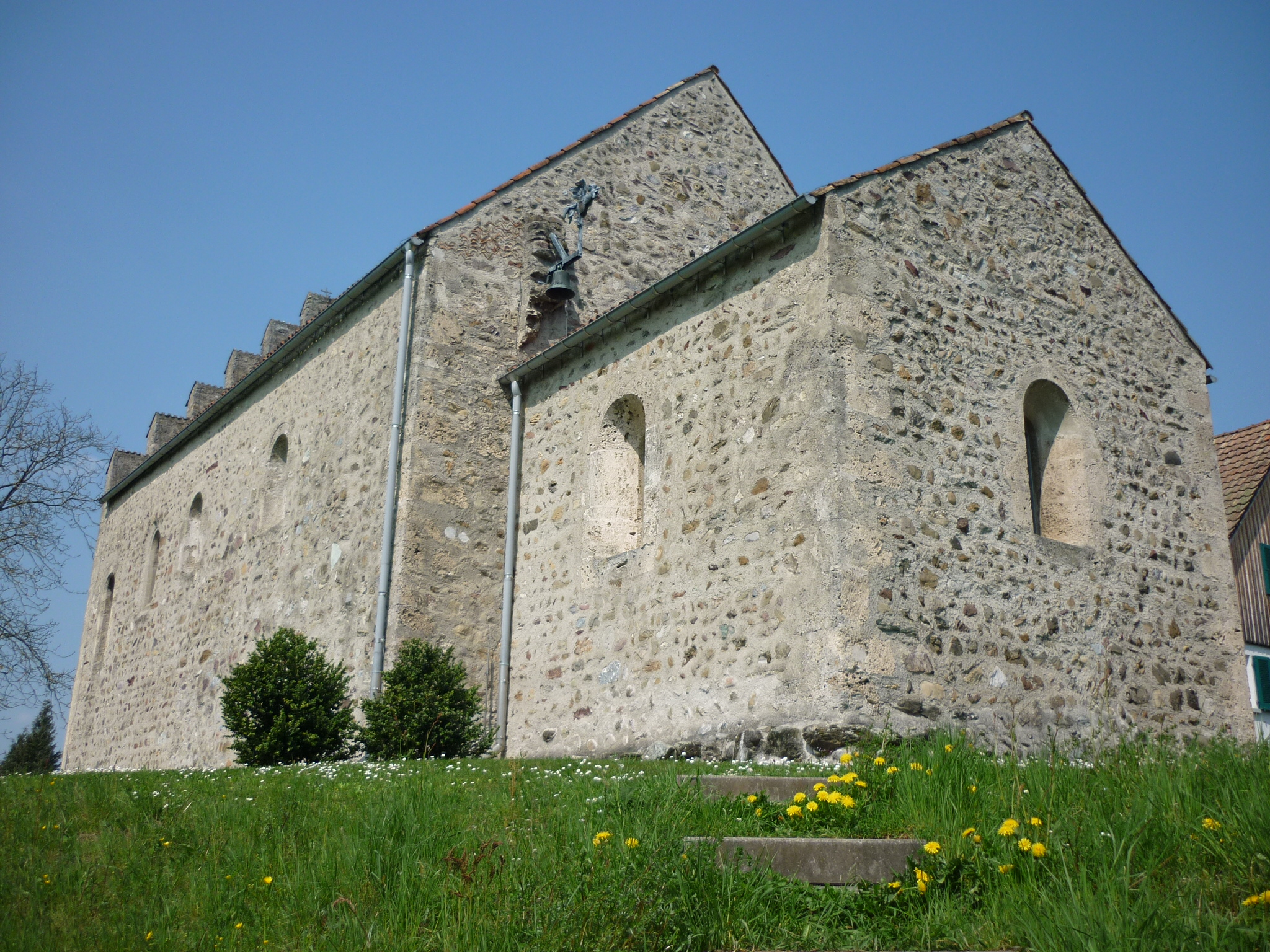
Lazariterkirche (Rückseite)

Die Lazariterkirche ist ein aus dem 13. Jahrhundert stammender Sakralbau im Gfenn am östlichen Rand der Gemeinde Dübendorf im Schweizer Kanton Zürich.

## Geschichte
Die Kirche war ursprünglich Teil eines etwa 300 Jahre lang bestehenden Klosters des Lazarus-Ordens, eines Ritterordens, dessen Laienbrüder ein Leprosorium (Aussätzigenspital für Leprakranke) führten. Der Konvent gehörte einst zu einer in der Herrschaft Greifensee gelegenen Kommende der alemannischen Ordensprovinz, zusammen mit den Lazariterklöstern Schlatt (Breisgau) und Seedorf. Die Ansiedlung von Lazaritern im Gfenn wird auf das erste Viertel des 13. Jahrhunderts datiert, urkundliche Belege hierfür fehlen jedoch bisher. Die erste namentliche Erwähnung von «frommen Brüdern des Spitals St. Lazarus in dem Gvenne» entstammt einer Urkunde aus dem Jahr 1250. Als Stifter wird der Vogt Rudolf III. von Rapperswil angenommen, der 1217 eine Pilgerfahrt ins Heilige Land unternommen hatte.
Im Jahr 1326 wird der Männerkonvent letztmals erwähnt. Er wird jedoch offenbar später von Nonnen weitergeführt, da 1368 die Ordensmeisterin Bertha von Hünenberg die Leitung innehat. Nach 1400 ist in den Quellen ein Niedergang der Ordenskultur festgehalten. Der Generalkomtur des Ordens setzte 1414 in den Lazariterhäusern Gfenn und Seedorf den aus Eglisau stammenden Priester Johannes Schwarber als gut beleumundeten Komtur durch, der bis zu seinem Tod (1443) beide Konvente geistig erneuerte. In seinem erhaltenen Haushalts- und Notizbuch sind für das Jahr 1420 vierzehn Nonnen und sieben Gehilfen erwähnt. Im Jahr 1444 wurde der Konvent im Alten Zürichkrieg von den Schwyzern heimgesucht, wovon er sich nie mehr ganz erholte. Die Klosterfrauen wandten sich selbst langsam vom rein krankenpflegerischen dem kontemplativ-klösterlichen Lebensstil zu. Infolge der Reformation des Standes Zürich von 1523 verstärkten die Reformatoren die klosterfeindliche Polemik, vor allem gegen weibliche Klosterinsassen, deren Lebensführung als betende Nonnen man ihnen übelnahm und ihnen gebot, aus dem Kloster auszutreten, sich einen Ehemann zu nehmen und als Ehefrau und Mutter zu leben.
Nachdem die Fürstäbtissin Katharina von Zimmern das Zürcher Kloster Fraumünster bereits im Herbst 1524 an die reformierte Stadt Zürich übergeben hatte und zurückgetreten war, wurde das Kloster Gfenn schliesslich ein Jahr später – wie alle anderen geistlichen Institutionen – durch die Stadt Zürich aufgehoben. Dabei verstaatlichte und übernahm die Stadt das Klostervermögen, stattete die ehemaligen Klosterfrauen mit Leibgedingen aus und zahlte ihnen bis zu ihrem Lebensende eine Lebensrente aus den Klosterpfründen. Die ehemaligen Klosterinsassinnen heirateten und bekamen viele Kinder, wie der unweit von Gfenn in der Johanniterkommende Bubikon residierende Prior und Theologe Johannes Stumpf in seiner Reformationschronik berichtet. Im Jahr 1531 wohnte in Gfenn noch eine ehemalige Klosterfrau, die schliesslich mit Mitteln des ehemaligen Klosters Töss abgefunden werden musste, weil in Gfenn nichts mehr zu holen war. Mit der Enteignung und der Klosteraufhebung griff die Stadt Zürich in die Autorität des in Boigny in Frankreich residienden Grossmeisters des Lazarusordens sowie in jene des für Zürich zuständigen Bischofs von Konstanz ein.
Im Jahr 1527 verkaufte die Stadt Zürich die Gebäude dem Landvogt Heinrich Escher zu Greifensee. Das Klostergebäude diente hernach bis 1783 als Wirtschaft und wurde später in ein Bauernhaus umgewandelt, die Kirche selbst zur Scheune umgebaut. Als 1828 das Klostergebäude abbrannte, errichtete man auf seinen Grundmauern das heutige Wohnhaus.
Die politische Gemeinde Dübendorf erwarb 1956 die Lazariterkirche, doch bereits zwei Monate später wurde das Gebäude durch Brandstiftung fast vollständig zerstört. Die Gemeinde entschloss sich jedoch schnell, die Kirche unter Leitung des Professors für Kunstgeschichte Linus Birchler, des Kantonsbaumeisters Heinrich Peter, des Kantonalen Denkmalpflegers Walter Drack und des Zumiker Architekten Rolf Keller als Bauleiter restaurieren zu lassen, was in den Jahren 1961 bis 1963 erfolgte. Seit 1961 steht sie aufgrund ihrer schweizweiten Bedeutung unter eidgenössischem Denkmalschutz. Die Einweihung erfolgte am 30. April 1967 ökumenisch; seither wird sie paritätisch von mehreren christlichen Glaubensgemeinschaften genutzt (Simultankirche). Die «Klosterstube» und der wiederentdeckte romanische Keller wurden 1988 von der Stadt restauriert und werden heute als öffentliche Räume genutzt.
Neben dem ehemaligen Hauptsitz des Ordens in der Kommende Seedorf im Kanton Uri (heute ein Kloster der Benediktinerinnen) und dem Lazariterhaus im Ortsteil Schlatt bei Bad Krozingen in Südbaden ist die Lazariterkirche im Gfenn bei Dübendorf heute eines der bedeutendsten Zentren der europäischen Lazariter (eine weitere Niederlassung der Lazariter in der Schweiz war die Michaelskirche in Meiringen). Alle zwei Jahre findet dort das Generalkapitel des Ordens statt, Anfang April feiern die Lazariter eine Investiturfeier.

## Ensemble

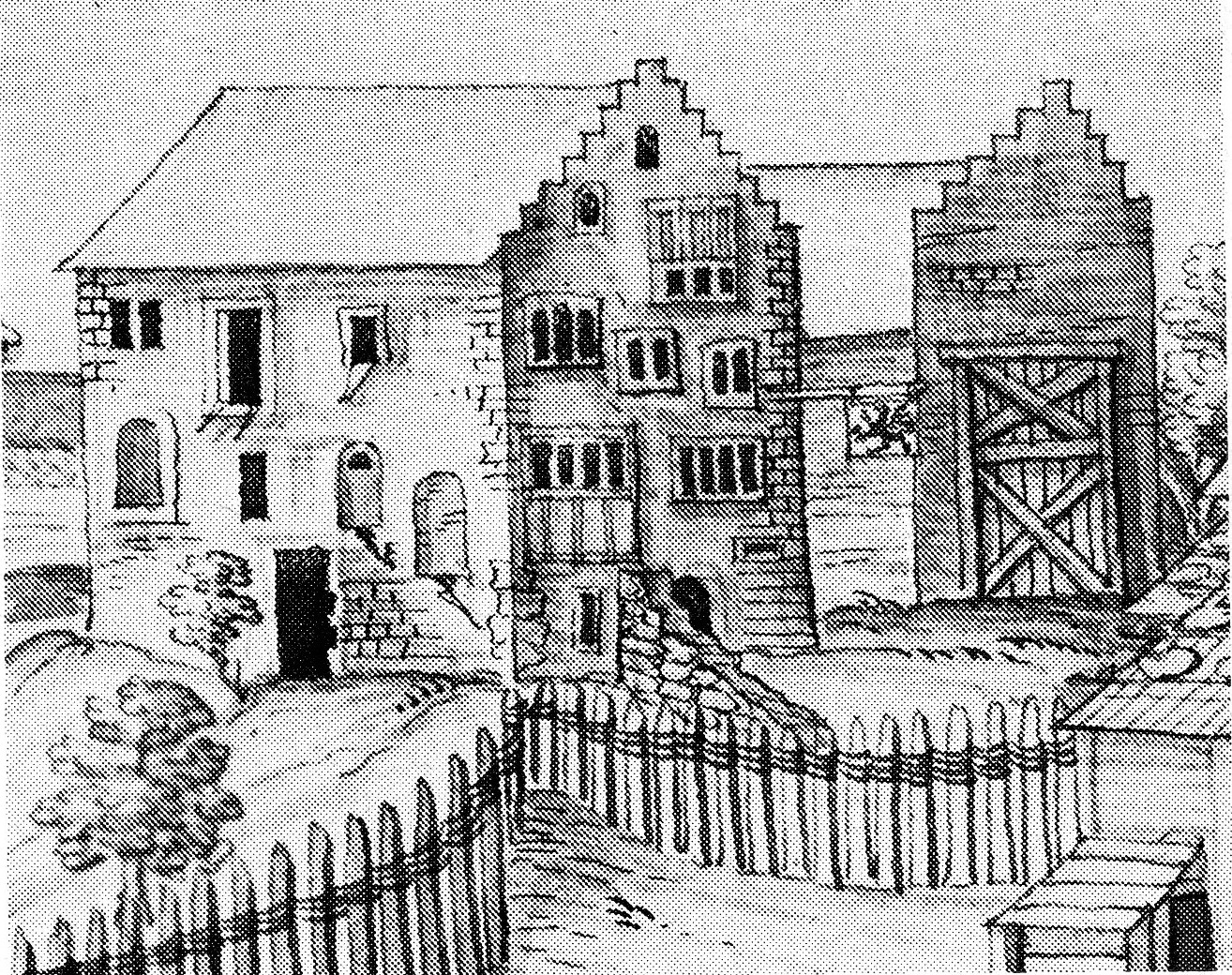
Kloster und Kirche (18. Jahrhundert)

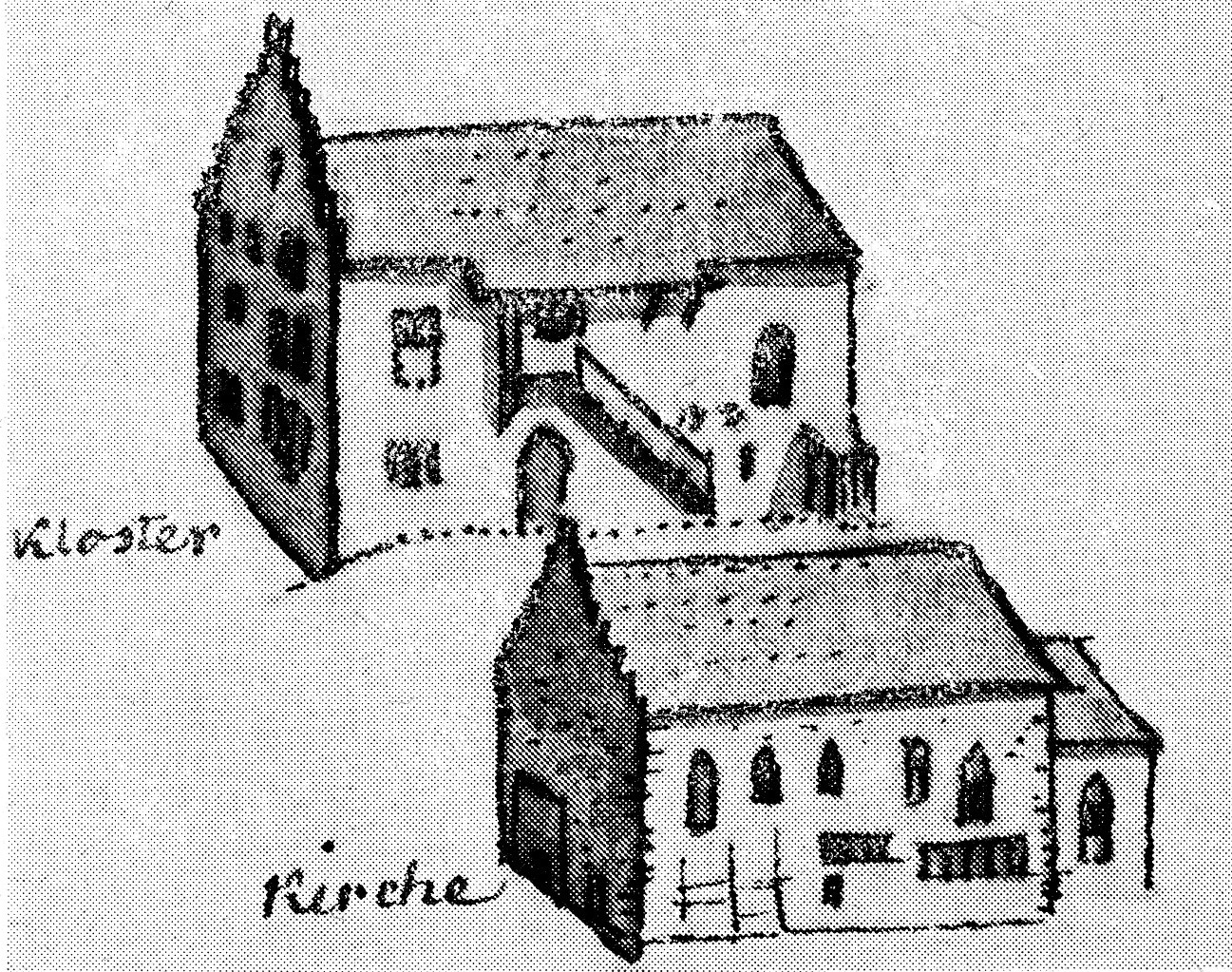
Kloster und Kirche (18. Jahrhundert)

Das Gebäudeensemble liegt östlich ausserhalb des Weilers Gfenn auf einem etwa zehn Meter erhöhten Moränenhügel. Die Bezeichnung Gfenn weist darauf hin, dass das Gelände im Umfeld der Anhöhe einst sumpfig war. In der Nähe liegt noch heute das als Naturschutzgebiet von nationaler Bedeutung ausgewiesene Chrutzelried. Im Mittelalter führte eine Strasse von Zürich nach Pfäffikon am Kloster vorbei.
Neben der Kirche stehen einige Häuser, die 1828 auf den Grundmauern des abgebrannten Konventhauses des Klosters entstanden. Zwei Hausteile, die Klosterstube und der wiederentdeckte romanische Keller, sind erhalten.
Die Gebäudegruppe war mehrfach Gegenstand künstlerischer Darstellungen: Die älteste erhaltene Abbildung des Klosters von Gfenn stammt aus dem Jahre 1673. Später fertigte unter anderem der Kunsthistoriker Johann Rudolf Rahn in der zweiten Hälfte des 19. Jahrhunderts mehrere Bleistiftzeichnungen und Detailskizzen der Anlage an.

## Kirche

### Gebäude
Die im Stil der Romanik erbaute Lazariterkirche besteht aus einem rechteckigen Kirchenschiff, an das sich ein eingezogener (schmälerer) quadratischer Chorraum anschliesst. An der Ostfront des Langhauses sind über dem Chordach noch Stümpfe früherer Mauern erhalten, die eventuell von einem früheren höheren Chor oder Chorturm rühren.
Der Zugang in die Kirche war ursprünglich durch drei Rundbogentüren möglich: durch das Hauptportal in der Westfassade, über dem ein kleines Rundfenster angebracht ist, im östlichen Teil der Nordwand durch einen Hocheingang über eine Brücke vom Konventbau her, schliesslich nahe der Südwestecke in der Südmauer durch eine weitere hochgelegene Rundbogentüre als Zugang zur Empore. Das Hauptportal konnte weitgehend restauriert werden. Der ursprüngliche Zugang zum Chor ist die Rundbogentüre in der Nordwand nahe der Nordwestecke, die heute als Verbindung zur darunterliegenden Sakristei dient.
Als Lichtöffnungen befinden sich an der südlichen Traufseite des Gebäudes zwei romanische Rundbogenluziden (schlitzartig schmale vertikale Öffnungen) im Mauerwerk und westlich davon ein Spitzbogenfenster. In der Nordfassade sind drei kleine romanische Rundbogenfenster erhalten. Der Chorraum erhält sein Licht durch ein rundbogiges, originales Fenster in der Ostwand sowie ein nach diesem Vorbild rekonstruiertes Fenster im Süden.
Wohl unter Komtur Schwarber und später sind die gotischen Änderungen entstanden: die genannten Spitzbogenfenster, ebenso die Ausmalung im Inneren und der spitzbogige Chorbogen. In Schwarbers Zeit wurde gemäss seinen Aufzeichnungen auch das Kirchendach steiler geformt und mit 8000 Ziegeln aus Winterthur eingedeckt sowie der Turm oder Dachreiter repariert. Möglicherweise unter Landvogt Heinrich Escher von Greifensee wurde der Westgiebel zum heute vorhandenen Treppengiebel umgebildet.
Die Fassade wurde im Zuge der Restaurierung in Pietra-Rasa-Technik verputzt (bei dieser Technik wird der aus den Steinfugen quellende Mörtel verstrichen, wobei die Mauersteine teilweise überdeckt werden). Der Chor erhielt dabei ein flaches, romanisch anmutendes Satteldach, das Schiff ein steileres, gotisch anmutendes. Die Deckung erfolgte mit Hohlziegeln.

### Innenraum
Beidseits der nordöstlichen Ecke des Kirchenschiffes sind Nischen in die Wand eingelassen. Die grössere in der Nordwand ist 1,5 m hoch und 2 m breit und beherbergte eventuell einen Seitenaltar. In der Ostwand ist eine 110 cm hohe, 80 cm breite und 25 cm tiefe Rundbogennische 15 cm über dem Kirchenboden ausgespart. Möglicherweise war dort ein Bild oder ein Lavabo. In der Nord- und Südwand befinden sich je eine kleine quadratische Lavabo- bzw. Lichtnische.
Den Chorraum überspannt ein Kreuzgratgewölbe, die flache Holzbretterdecke über dem Kirchenschiff ist neueren Datums.

### Mittelalterliche Ausmalung
Bei Voruntersuchungen zur Restaurierung wurden 1961/62 mittelalterliche Malereien entdeckt: An der nördlichen Wand des Langhauses befand sich ursprünglich ein Bildzyklus, der die Passion Christi darstellte. Von ihm sind noch drei Felder teilweise erhalten: sie zeigen die Geisselung Jesu, östlich davon die Reste einer Dornenkrönung und westlich Christus mit Dornenkrone und einem Rohr als Zepter (demnach wohl die Ecce-homo-Szene).
Auch im Chorbereich fanden sich Malereien. An seiner Ostwand kamen links und rechts des Fensters Spuren je eines Konsekrationskreuzes zum Vorschein. Der Chorbogen ist auf der inneren Seite unter anderem mit zahlreichen Krabben (einem typischen Blattwerk der Gotik) verziert. Das Ostfenster ist von einem Fries gerahmt. Von einem Christusgesicht mit Kreuznimbus am Scheitelpunkt der Fensterleibung ist nur die obere Hälfte erhalten.
Die rechte Leibung zeigt eine stehende Heiligenfigur mit fahnengeschmücktem Kreuzstab in der Hand, wohl Johannes den Täufer. In den rudimentären Farbresten an der linken Leibung ist eine Baumkrone und darunter Gewandfalten zu erkennen, möglicherweise war dort der Schutzpatron Lazarus dargestellt. Im Scheitel des Chorgewölbes sieht man eine Mandorla mit der Krönung Mariens. Über den Graten des Gewölbes liegt je ein kreisrundes Medaillon von etwa 1,7 m Durchmesser mit dem Bild eines Evangelisten samt seinem typischen Attribut: im Nordwesten Matthäus, im Südosten Markus (schlecht erhalten), im Südwesten Lukas (ebenfalls schlecht erhalten) und im Nordosten Johannes, alle auf lehnenlosen mit Pulten versehenen Truhenbänken sitzend, jedoch gleicht keine Figur der anderen. Das Hauptbild des Gewölbes zeigt den segnenden Christus mit Weltkugel in der linken Hand und die herabblickende Muttergottes, beide bekrönt, auf einer Thronbank einander gegenüber sitzend. In der Mitte über ihnen war ursprünglich wohl eine Taube als Symbol des Heiligen Geistes angeordnet.

### Moderne Ausstattung
Das Gemälde des Zürchers Max Rüedi am Hauptportal zeigt vier Szenen aus dem Gleichnis vom barmherzigen Samariter. Rüedi schuf auch das neue Fenster im Rundfenster über dem Portal. Die Eisenarbeit führte der Kunstschlosser Karl Rauser aus. Der Bildhauer und Eisenplastiker Silvio Mattioli fertigte die zwei eisernen Anker unter den Ansätzen des Treppengiebels und einen Glockenhalter mit Hahn auf der Südseite des Chores.

### Orgel
1967 baute die Firma Späth Orgelbau aus Rapperswil nach Vorgabe des Architekten Rolf Keller eine Orgel. In deren Gehäuse errichtete Bernhardt Edskes 2018 ein neues Werk, das nach Arnolt Schlick temperiert ist. Das Instrument verfügt über zwölf Register, die auf zwei Manuale und Pedal verteilt sind. Die Disposition lautet wie folgt:
| I Hauptwerk C– |       |
| Principal      | 8′    |
| Spitzflöte     | 8′    |
| Octave         | 4′    |
| Superoctave    | 2′    |
| Quinte         | 1 ⁄3′ |
| Mixtur III     |       |

| II Positiv C– |        |
| Gedackt       | 8′     |
| Rohrflöte     | 4′     |
| Nasat         | 3′     |
| Waldflöte     | 2′     |
| Terz          | 1 3⁄5′ |

| Pedal C– |     |
| Subbass  | 16′ |

- Koppeln: II/I, I/P, II/P
- Tremulant